# Rock You to Hell
Rock You to Hell è il terzo album in studio del gruppo musicale heavy metal britannico Grim Reaper, pubblicato nel 1987 dall'etichetta discografica RCA.

## Il disco
Si tratta dell'ultimo disco realizzato dalla band prima dello scioglimento avvenuto nel 1988 ed il seguente ritorno in attività risalente al 2006. L'album uscì sia in vinile che in CD ed è stato ristampato nel 2000 dalla Spitfire Records. Nel 2004 è stato nuovamente pubblicato dall'etichetta russa Agat Company, mentre nel 2011 è uscita una nuova ristampa tramite la britannica Southworld Recordings.

## Tracce
Musiche di Bowcott eccetto la traccia 8 di Bowcott e Paul DeMercado.
1. Rock You to Hell – 4:01 (testo: Bowcott, Grimmett)
2. Night of the Vampire – 3:45 (testo: Grimmett)
3. Lust for Freedom – 4:26 (testo: Grimmett)
4. When Heaven Comes Down – 4:23 (testo: Bowcott)
5. Suck It and See – 2:34 (testo: Grimmett)
6. Rock Me Til I Die – 4:43 (testo: Grimmett)
7. You'll Wish That You Were Never Born – 4:06 (testo: Bowcott, Grimmett)
8. Waysted Love – 3:18 (testo: Paul DeMercado)
9. I Want More – 4:52 (testo: Grimmett)

## Formazione
Membri del gruppo
- Steve Grimmett − voce
- Nick Bowcott − chitarra elettrica
- Dave Wanklin − basso
- Marc Simon − batteria